# 초대형 망원경
초대형 망원경(extremely large telescope, ELT)은 자외선, 가시성 근적외선 파장을 포함하는 광 파장의 반사망원경을 논할 때 20미터에서 최대 100미터에 이르는 주경을 위한 조리개가 있는 망원경 기능을 갖춘 천문대이다.
ELT의 설계 자체가 매우 큰 편에 속하지만, 수많은 대형 광 간섭계에서 구경 합성(개구 합성) 보다 더 작은 조리개를 가질 수 있다. 그러나 이들은 다른 이점들과 더불어 훨씬 더 많은 빛을 모을 수 있다.

## 예산
예산 수치는 예측치로, 시간이 지남에 따라 달라질 수 있다.

| 이름                                                     | 비용 (미국 달러) | 대안                  |
| -------------------------------------------------------- | ---------------- | --------------------- |
| 유럽 초대형 망원경 (E-ELT)                               | $1,400,000,000   | €1,055,000,000 (유로) |
| 30 미터 망원경 (TMT)                                     | $1,200,000,000   |                       |
| 거대 마젤란 망원경 (GMT)                                 | $700,000,000     |                       |
| 거대 쌍안 망원경 (LBT)                                   | $120,000,000     |                       |
| 카나리아 대형 망원경 (그랑 텔레스코피오 카나리아스, GTC) | $172,000,000     | €130,000,000 (유로)   |

## 같이 보기
- 외계 행성